# Аллен-Таржэ, Франсуа-Анри-Ренэ
Франсуа Анри Ренэ Аллен-Таржэ (фр. François Henri René Allain-Targé; 1832—1902) — французский политик.

## Биография
Родился в городе Анже 7 мая 1832 года.
Аллен-Таржэ изучал юриспруденцию в Пуатье, с 1853 года работал адвокатом в Анже и получил там место исправляющего должность императорского прокурора.
В 1864 году он отправился в Париж, принял на себя редакцию «Avenir national» и вместе с Эженом Анри Бриссоном и Шаллмель-Лакур сделался одним из учредителей «Revue politique», которая была закрыта после нескольких месяцев существования.
После сентябрьской революции 1870 года он сделался префектом департамента Мен и Луара, затем — комиссаром армии, а потом — префектом Жиронды. Сходясь с Леоном Мишелем Гамбеттой в принципе защиты à outrance, он вышел в отставку, когда выборы 8 февраля 1871 года дали перевес консерваторам. Избранный 23 июля членом Национального собрания Франции, он был одним из искреннейших и вернейших приверженцев Гамбетты и, подобно ему, принадлежал к фракции «Union républicaine».
В 1871 году он содействовал учреждению «Republique française» — газеты, проводившей политику Гамбетты. Когда последний 14 ноября 1881 года сделался премьер-министром Франции, он поручил Аллену-Тарже портфель министра финансов.
С удалением Гамбетты (26 января 1882 года) вышел в отставку. Вскоре, Аллен-Тарже вошёл в министерство Бриссона, где был министром внутренних дел (с 6 апреля 1885 по 7 января 1886).